# Летунський Український Клюб
Летунський Український Клюб («ЛУК», англ. Ukrainian Flying Club)  — організація пілотів та авіалюбителів українського походження у США та Канаді.

## Історія
Ініціативною групою — до якої входили Олег Ценко, Ольга Цегельська, Оксана Серна та Олекса Біланюк, у 1974 було засновано клуб, для контактів між українськими пілотами та авіалюбителями які проживали у США та Канаді.
Клуб проводив авіаційні учбові курси у Союзівці розташованій у м. Кергонксоні штату Нью-Йорк, на яких проводились ознайомчі польоти для бажаючих.
У вересні 1991 керівники Українського летунського клубу в Канаді Михайло Бієн і Тарас Татарин звернулися до Міністерства оборони України з пропозицією організувати виступи українських пілотів у Північній Америці. Клуб курирував тур МіГ-29 ВПС України  до США та Канади 1992 року. Куратором борту 01 був член клубу Михайло Биєн, борту 02 — директор ЛУК Тарас Татарін. ЛУК фінансували та взяли на себе всі організаційні питання в Канаді, США.
ЛУК стали першими у створенні символіки ВПС України. Клуб розробив перші патчі для ВПС України, 831 винищувального полку, Васильківського полку.

## Завдання
- Виготовлення і постійне поповнювання списків книжок, праць і статей українською мовою з авіаційною тематикою — з метою створення основи для розвитку української авіаційної термінології;
- виготовлення українського авіаційного термінологічного словника;
- збирання матеріалів про авіаційну історію в Україні;
- виготовлення практичного авіаційного підручника українською мовою.

## Видання
Летунським Українським Клюбом були видано такі публікації:
- «Летунський словник.». — Нью-Йорк, 1974. — грудень,[3]
- «Український летунський словник. Проєкт.». — Торонто.